# Elsängetjärnet
Elsängetjärnet är en sjö i Strömstads kommun i Bohuslän och ingår i Örekilsälven-Strömsåns kustområde.